# Wilhelm Wehner (Verwaltungsjurist, 1879)

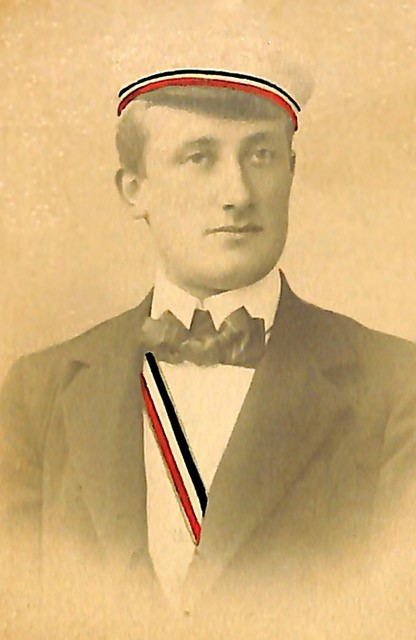
Wilhelm Wehner

Wilhelm Wehner (* 31. Januar 1879 in Nidda; † 11. Juni 1972 in Mainz-Gonsenheim) war 1929–1937 Direktor der Provinz Rheinhessen und anschließend bis 1945 Landrat des Landkreises Mainz.

## Leben

### Familie
Der gleichnamige Vater, Wilhelm Wehner (1845–1921), war Richter am Amts- und später am Landgericht Gießen. Die Mutter Maria war eine geborene Köllner.
Wilhelm Wehner heiratete 1905 Luise Jöckel (1882–1958), Tochter des Landgerichtsdirektors Ludwig Jöckel.

### Werk
Wilhelm Wehner besuchte das Landgraf-Ludwigs-Gymnasium. Nach dem Abitur trat er 1897 als Militärfuchs in das Corps Hassia Gießen. Im selben Jahr begann er an der Hessischen Ludwigs-Universität Rechtswissenschaft zu studieren. 1898 wurde er recipiert. Er befreundete sich mit Johannes Reinmöller. Als Inaktiver wechselte er an die Universität Leipzig. Dort wurde er 1903 zum Dr. iur. promoviert. Nach der Assessorprüfung wurde er 1904 als Kabinettssekretär bei der Großherzoglichen Kabinettsdirektion berufen. 1914 kam er Amtmann in den Kreis Büdingen. 1920 wurde er zum Regierungsrat und Vorstand des Polizeiamts Darmstadt (Polizeidirektor) ernannt. Von dort ging er 1922 als Vortragender Rat ins Ministerium des Innern (Oberregierungsrat). 1923 zum Ministerialrat befördert, folgte er 1929 Karl Usinger als Provinzialdirektor von Rheinhessen (Provinz). Zugleich war er Kreisdirektor des Kreises Mainz. Seit 1924 saß er in der Großen Staatsprüfungskommission für das Justiz- und Verwaltungsfach in Darmstadt. Ab 1925 war er Richter am Hessischen Verwaltungsgerichtshof.
Am 1. April 1937 wurden die hessischen Provinzen abgeschafft; Wilhelm Wehner blieb aber Kreisrat. Zum 1. Januar 1939 erhielten die hessischen Kreise Hessen-Darmstadts im Zuge der reichsweiten Vereinheitlichung der Kommunalverfassung die Bezeichnung „Landkreis“, der jeweilige Spitzenbeamte – so auch Wilhelm Wehner – die Bezeichnung „Landrat“. Seit 1938 war er zugleich Vorsitzender des Bezirksverwaltungsgerichts für Rheinhessen und 1939–1942 vertrat er zusätzlich Robert Barth als Oberbürgermeister von Mainz. Barth hatte sich als Freiwilliger zum Heer (Wehrmacht) gemeldet. Am 20. März 1945 flüchtete er vor den herannahenden US-amerikanischen Truppen mit dem Mainzer Oberbürgermeister Heinrich Ritter in einem Boot ins Rechtsrheinische – die Rheinbrücken waren bereits gesprengt. 1947 wurde er pensioniert. Im selben Jahr ging er aus dem Spruchkammerverfahren unbelastet hervor, sodass ihm die Bezüge erhalten blieben. Er verlebte den Ruhestand in Wiesbaden und Bad Kreuznach. Sein Sohn (Wilfried) Wehner 3 (1908–1993), Regierungsdirektor in Mainz, war die respektierte (und gefürchtete) graue AH-Eminenz von Hassias Corpsburschen-Convent.

## Ehrungen
- Ritterkreuz I. Klasse vom Stern von Brabant, durch Ernst Ludwig (Hessen-Darmstadt) am 24. Juni 1914[1]